# Fólkaflokkurin

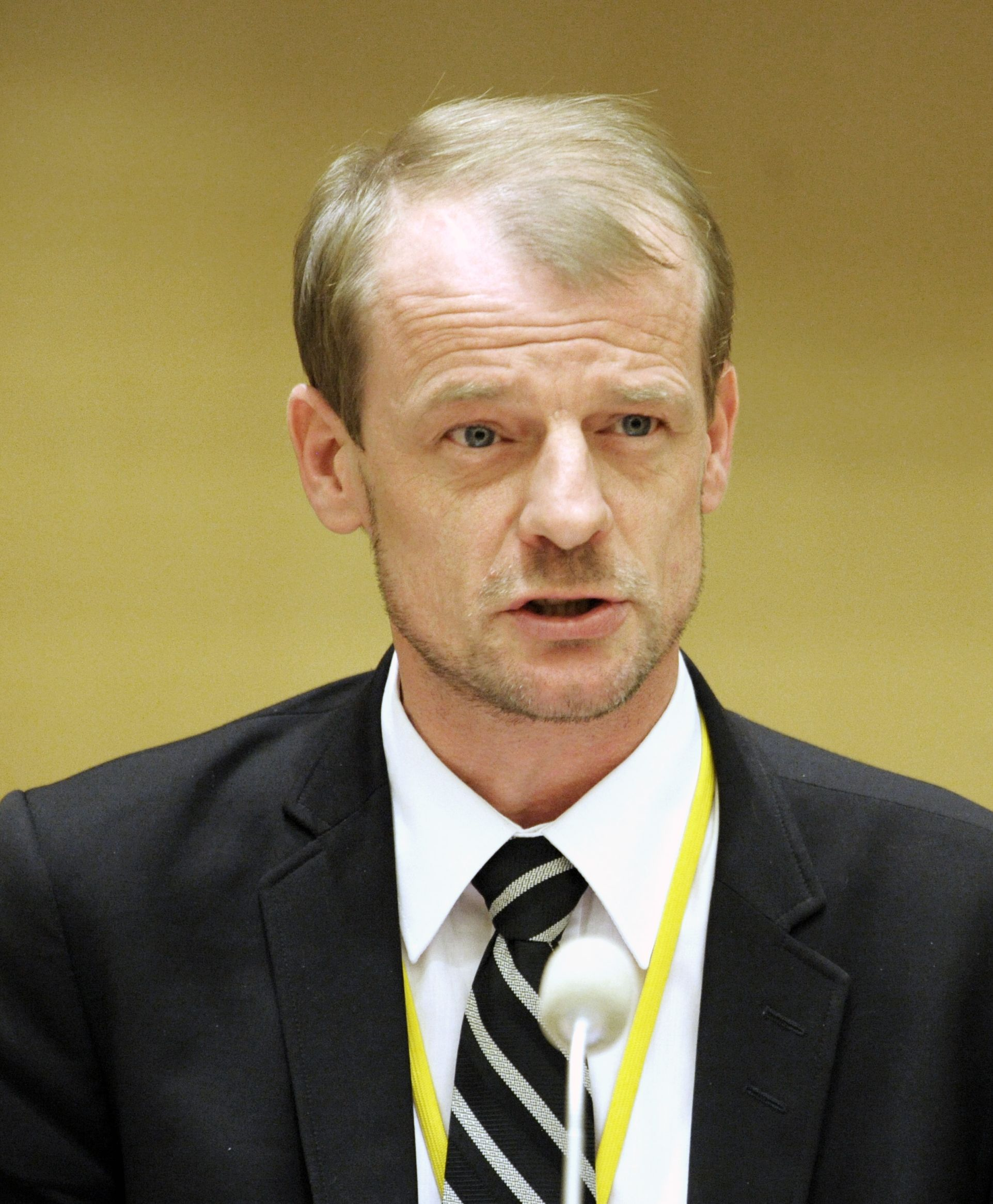
Předseda strany Jørgen Niclasen

Fólkaflokkurin je originální název faerské Lidové strany. Jedná se o konzervativní stranu, založena byla v roce 1939. Současný předseda je Jørgen Niclasen. V současné době má strana 6 poslanců v Løgtingu.

## Předsedové strany
- 1940–1946 Jóannes Patursson
- 1946–1951 Thorstein Petersen
- 1951–1980 Hákun Djurhuus
- 1980–1993 Jógvan Sundstein
- 1993–2007 Anfinn Kallsberg
- od 2007 Jørgen Niclasen